# Convoi QP 13
Le convoi QP 13 est le nom de code d'un convoi allié durant la Seconde Guerre mondiale. Il fait partie d'une série de convois destinés à ramener les navires alliés des ports soviétiques du nord vers les ports britanniques. Les Alliés cherchaient à ravitailler l'URSS qui combattait leur ennemi commun, le Troisième Reich. Les convois de l'Arctique, organisés de 1941 à 1945, avaient pour destination le port d'Arkhangelsk, l'été, et Mourmansk, l'hiver, via l'Islande et l'océan Arctique, effectuant un voyage périlleux dans des eaux parmi les plus hostiles du monde.
Pendant que le convoi PQ 17 appareille de l'Islande, le convoi QP 13 démarre de Mourmansk le 27 juin 1942 et d'Arkhangelsk le 28 juin 1942. Trente cinq navires font partie du convoi. Dix neuf se dirigent vers l'Islande et 16 vers la Grande-Bretagne.

## Composition du convoi
Les navires sont, pour la plupart, à vide et ramènent des survivants d'autres convois. Certains emmènent du bois. Le convoi est composé de 14 cargos américains (dont 2 Liberty-ships), 8 cargos britanniques, 8 navires russes, 4 cargos panaméens et 1 cargo néerlandais
| Navire            | Tonnage (NRT) | Pavillon         | Notes                                                  |
| ----------------- | ------------- | ---------------- | ------------------------------------------------------ |
| Alma Ata          | 3611          | Union soviétique | Transport de bois                                      |
| American Press    | 5131          | États-Unis       |                                                        |
| American Robin    | 5172          | États-Unis       |                                                        |
| Archangle         | 2480          | Union soviétique | Transport de bois                                      |
| Atlantic          | 5414          | Royaume-Uni      |                                                        |
| Budenni           | 2482          | Union soviétique | Transport de bois                                      |
| Capira            | 5625          | Panama           |                                                        |
| Chumleigh         | 5445          | Royaume-Uni      |                                                        |
| City of Omaha     | 6124          | États-Unis       |                                                        |
| Empire Baffin     | 6978          | Royaume-Uni      |                                                        |
| Empire Mavis      | 5704          | Royaume-Uni      |                                                        |
| Empire Meteor     | 7457          | Royaume-Uni      |                                                        |
| Empire Selwyn     | 7167          | Royaume-Uni      | Navire du Convoy Commodore.                            |
| Empire Stevenson  | 6209          | Royaume-Uni      | Transport de bois de charpente.                        |
| Exterminator      | 6115          | Panama           | Endommagé dans le champ de mine anglais SN72.          |
| Heffron           | 7611          | États-Unis       | Coulé dans le champ de mine anglais SN72.              |
| Hegira            | 7588          | États-Unis       |                                                        |
| Hybert            | 6120          | États-Unis       | Coulé dans le champ de mine anglais SN72.              |
| John Randolph     | 7191          | États-Unis       | Liberty ship Coulé dans le champ de mine anglais SN72. |
| Komiles           | 3962          | Union soviétique | Transport de bois                                      |
| Kuzbass           | 3109          | Union soviétique |                                                        |
| Lancaster         | 7516          | États-Unis       |                                                        |
| Massmar           | 5828          | États-Unis       | Coulé dans le champ de mine anglais SN72.              |
| Mauna Kea         | 6064          | États-Unis       |                                                        |
| Michigan          | 6419          | Panama           |                                                        |
| Mormacrey         | 5946          | États-Unis       |                                                        |
| Mount Evans       | 5598          | Panama           |                                                        |
| Nemaha            | 6501          | États-Unis       |                                                        |
| Petrovski         | 3771          | Union soviétique | Transport de bois                                      |
| Pieter de Hoogh   | 7168          | Pays-Bas         |                                                        |
| Richard Henry Lee | 7191          | États-Unis       | Liberty ship                                           |
| Rodina            | 4441          | Union soviétique | Coulé dans le champ de mine anglais SN72.              |
| St. Clears        | 4312          | Royaume-Uni      |                                                        |
| Stary Bolshevik   | 3974          | Union soviétique |                                                        |
| Yaka              | 5432          | États-Unis       |                                                        |

## L'escorte

### L'escorte rapprochée

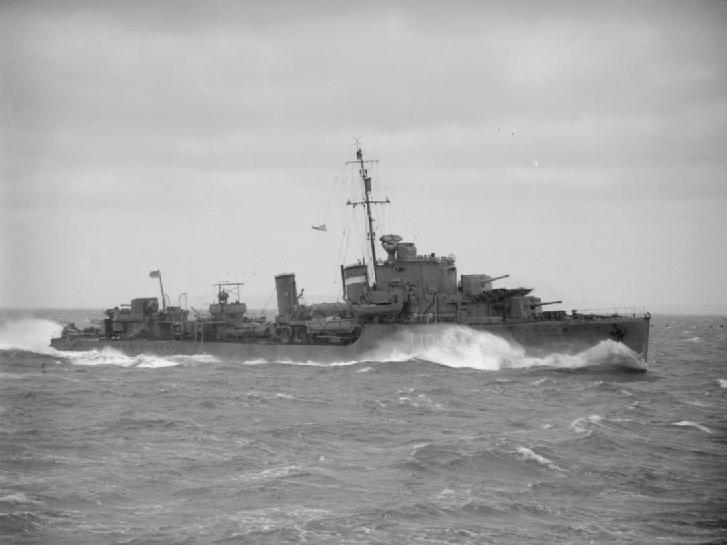
HMS Intrepid est l'un des cinq destroyers qui ont escorté le convoi QP 13.

3 destroyers russes ainsi que 4 dragueurs de mines britanniques escortent le convoi le premier jour puis retournent à Mourmansk.
Le reste de l'escorte comprend :
- 5 destroyers (4 britanniques et 1 polonais) : HMS Achates, HMS Inglefield, HMS Intrepid, HMS Volunteer et ORP Garland.
- 5 corvettes (4 britanniques et 1 FNFL) : HMS Honeysuckle, HMS Hyderabad, HMS Starwort et Roselys.
- 2 dragueurs de mines britanniques : HMS Hussar et HMS Niger.
- 2 chalutiers armés britanniques : HMS Lady Madeleine et HMS St Elstan.
- 1 sous marins britannique : HMS Trident.
- 1 croiseur auxiliaire antiaérien britannique : HMS Alynbank.

### L'escorte de couverture
Cette escorte est celle qui devait protéger le convoi PQ 17.
L'escorte de couverture est partie le 29 juin de Scapa Flow. Elle est commandée par l'amiral Sir John Towey.
- 2 cuirassés : HMS Duke of York, USS Washington

- 1 porte-avions : HMS Victorious

- 1 croiseur lourd : HMS Cumberland

- 1 croiseur léger : HMS Nigeria

- 8 destroyers : HMS Ashanti, HMS Escapade, HMS Faulknor, HMS Marne, HMS Martin, HMS Onslaught, USS Mayrant, USS Rhind

- 3 destroyers d'escorte : HMS Blankney, HMS Middleton, HMS Wheatland

## Le voyage
Le convoi va passer au large de la Nouvelle-Zemble et de la Terre de François-Joseph afin de longer la banquise. La brume encadre le début du voyage.
Le 2 juillet, le RFA Gray Ranger, un pétrolier ravitailleur de la Royal Fleet Auxiliary, du convoi PQ 17 qui a heurté un iceberg le 30 juin, rejoint le convoi accompagné du destroyer HMS Douglas.
À partir du 5 juillet, la brume se dissipe avec un vent important. Le convoi se sépare en 2. Le premier groupe se dirige vers Seydisfjördur pour aller au Loch Ewe en Écosse. Le deuxième groupe prend la direction du Détroit du Danemark afin de rejoindre Reykjavik puis les États-Unis.
Les navires du deuxième groupe doivent traverser un champ de mines britannique. Le dragueur de mines HMS Niger prend les devants mais coule touché par une mine. Plusieurs autres navires sautent sur les mines : Exterminator, Heffron, Hybert, Massmar, Rodina et John Randolph.
Le cargo Exterminator est seulement touché mais il peut continuer sa route.

## Bilan
Quatre cargos sont coulés ainsi qu'un dragueur de mines. Le cargo John Randolph a été coupé en deux mais une des moitiés est remorquée en Islande pour servir de dock flottant.

## Référence
- Navires et Histoire n°65, édition la Presse

1. ↑  « Niger minesweeper 1935-1942 », sur wrecksite.eu (consulté le 27 mai 2023).
2. ↑  « Heffron cargo ship 1919-1942 », sur wrecksite.eu (consulté le 27 mai 2023).